# Fanfare for a New Theatre
De Fanfare for a New Theatre (W105) is een seriële compositie van 30 seconden voor 2 trompetten van Igor Stravinsky, gecomponeerd in Hollywood in 1964 en opgedragen aan 'Lincoln and George' (dat wil zeggen Lincoln Kirstein en George Balanchine). Het werk werd voor het eerst uitgevoerd op 19 april 1964 in het New York State Theater in het Lincoln Center.

## Oeuvre
Zie het Oeuvre van Igor Stravinsky voor een volledig overzicht van het werk van Stravinsky.

## Geselecteerde discografie
- Fanfare door het Harmonie Ensemble o.l.v. Steven Richman (KOCH International Classics, 3-7438-2 HI)